# Gasthaus zum Peterhof

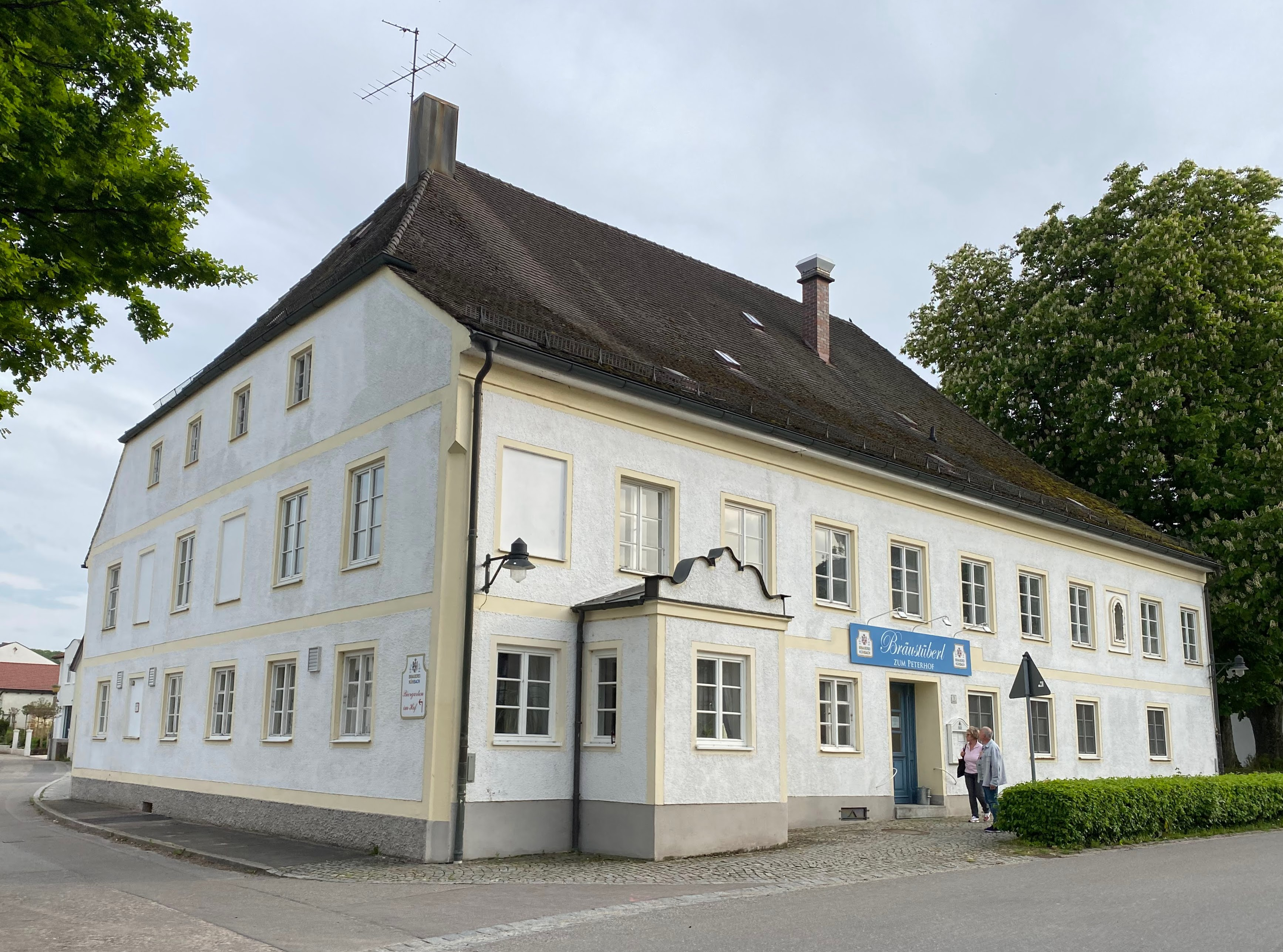
Gasthaus zum Peterhof in Kühbach

Das Gasthaus zum Peterhof in Kühbach, einer Marktgemeinde im schwäbischen Landkreis Aichach-Friedberg, wurde in der ersten Hälfte des 18. Jahrhunderts errichtet. Das Gasthaus an der Aichacher Straße 1 ist ein geschütztes Baudenkmal.
Der stattliche, zweigeschossiger Eckbau mit Halbwalmdach und Bodenerker hat eine Putzgliederung und sechs zu zehn Fensterachsen. 
Das ehemalige Peterbräu gehörte zu den fünf örtlichen Brauereien, von denen drei schon 1685 erwähnt werden. 